# 宋侞紋
宋侞紋（Soong Joo Ven，1995年5月19日—），原名宋浚洋，曾改名宋俊偉，馬來西亞男子羽毛球运动员。

## 簡歷
2016年11月，宋浚洋出戰蘇格蘭羽毛球大獎賽，拿得男子單打比賽亞軍。
2024年12月，宋侞紋於社交媒體宣布退役。

## 主要比賽成績
只列出曾進入準決賽的國際賽事成績：
| 年份   | 賽事                     | 公開賽級別 | 項目     | 成績   |
| ------ | ------------------------ | ---------- | -------- | ------ |
| 2011年 | 亞洲青年羽毛球錦標賽     | 其他       | 混合團體 | 銀牌   |
| 2011年 | 世界青年羽毛球錦標賽     | 其他       | 混合團體 | 金牌   |
| 2012年 | 亞洲青年羽毛球錦標賽     | 其他       | 混合團體 | 銅牌   |
| 2012年 | 亞洲青年羽毛球錦標賽     | 其他       | 男子單打 | 銀牌   |
| 2013年 | 樂魚羽毛球國際系列賽     | 國際系列賽 | 男子單打 | 準決賽 |
| 2014年 | 孟加拉羽毛球國際挑戰賽   | 國際挑戰賽 | 男子單打 | 準決賽 |
| 2015年 | 新加坡羽毛球國際系列賽   | 國際系列賽 | 男子單打 | 準決賽 |
| 2015年 | 波蘭羽毛球國際賽         | 國際系列賽 | 男子單打 | 準決賽 |
| 2015年 | 馬來西亞羽毛球國際挑戰賽 | 國際挑戰賽 | 男子單打 | 亞軍   |
| 2015年 | 孟加拉羽毛球國際挑戰賽   | 國際挑戰賽 | 男子單打 | 準決賽 |
| 2015年 | 印度羽毛球國際挑戰賽     | 國際挑戰賽 | 男子單打 | 準決賽 |
| 2016年 | 蘇格蘭羽毛球大獎賽       | 大獎賽     | 男子單打 | 亞軍   |
| 2017年 | 泰國羽毛球黃金大獎賽     | 黃金大獎賽 | 男子單打 | 準決賽 |
| 2017年 | 東南亞運動會羽毛球比賽   | 其他       | 男子團體 | 銀牌   |
| 2017年 | 波蘭羽毛球國際賽         | 國際系列賽 | 男子單打 | 亞軍   |
| 2018年 | 亞洲羽毛球團體錦標賽     | 其他       | 男子團體 | 銅牌   |
| 2018年 | 海得拉巴羽毛球公開賽     | 超級100賽  | 男子單打 | 亞軍   |
| 2019年 | 馬來西亞羽毛球國際系列賽 | 國際系列賽 | 男子單打 | 冠軍   |
| 2019年 | 印尼瑪琅市長羽毛球大師賽 | 超級100賽  | 男子單打 | 準決賽 |
| 2019年 | 東南亞運動會羽毛球比賽   | 其他       | 男子團體 | 銀牌   |
| 2021年 | 愛爾蘭羽毛球公開賽       | 國際挑戰賽 | 男子單打 | 準決賽 |
| 2021年 | 蘇格蘭羽毛球公開賽       | 國際挑戰賽 | 男子單打 | 亞軍   |
| 2022年 | 韓國羽毛球大師賽         | 超級300賽  | 男子單打 | 準決賽 |
| 2022年 | 台北羽毛球公開賽         | 超級300賽  | 男子單打 | 準決賽 |
| 2023年 | 馬爾代夫羽毛球國際挑戰賽 | 國際挑戰賽 | 男子單打 | 亞軍   |
| 2024年 | 哈薩克羽毛球國際挑戰賽   | 國際挑戰賽 | 男子單打 | 亞軍   |

| 2007-2017年 | 首要超級賽 | 超級賽 | 黃金大獎賽 | 大獎賽 | 國際挑戰賽 | 國際系列賽 | 未來系列賽 | 其他 |

| 2018-2026年 | 總決賽 | 超級1000賽 | 超級750賽 | 超級500賽 | 超級300賽 | 超級100賽 | 國際挑戰賽 | 國際系列賽 | 未來系列賽 | 其他 |

## 外部連結
- 宋侞紋的Instagram帳戶